# 大松しんじ
大松 しんじ（おおまつ しんじ、1971年1月31日 - ）は、日本の広島ローカルタレント。広島県安芸郡海田町出身。愛称は大ちゃん（だいちゃん）。

## 来歴
海田町立海田中学校、広島県立熊野高等学校卒業。1993年に広島テレビ放送（HTV）の夕方の人気情報番組『柏村武昭のテレビ宣言』のレポーターになったことを契機にタレント活動を開始。

## 概要
- レポーターの仕事をする前は呉ポートピアランドに務めていたことがあり、遊具の担当をしていた。
- 広島県内（山口県など隣県でもイベントの仕事をすることもある）で活動しているローカルタレント。
- HOMEの番組で一緒に出演することの多い村上ゆみえと同様、本名・芸名並行期間があった。
- 「続・大ちゃんのあの町この街演歌道」の企画で演歌歌手として活動しておりCDも出している。
- かつて「道楽のココロ」や「Local★STAR ひらめっ娘学園」では教師役を務めていたことがあり、これまで「パンチ先生」（2004年4月～2005年3月）、「リーゼント先生」（2005年4月 - 2006年3月）名義で出演していた。そして「LS」時代では「角先生」（2006年4月 - 2007年3月）名義で出演していた。

## 現在の出演

### テレビ
- 火曜ランキン！（RCCテレビ）
- ランキンLand！（RCCテレビ） 毎週金曜
- 早起きは三文の徳（2023年5月 - ）毎週日曜

### ラジオ
- 大ちゃんのふくふくショッピング（2021年4月 - 、RCCラジオ）毎週金曜16:50-17:00

## 過去の出演

### テレビ

#### RCCテレビ
- 特別番組『Veryカープ!祝!カープ優勝V7』（2016年9月10日深夜）
- さとやま千年プロジェクト 目指せ！ふるさと再生（2023年11月23日）

#### 広島テレビ
- 住宅情報広島版 なっ得テレビ（随時放送）
- 柏村武昭のテレビ宣言（1993年 - 1995年）

#### 広島ホームテレビ
- 大チャンネルQ
- たわわのTARZAN（1994年 - 1995年）
- HOMEフレッシュモーニング（1995年頃）
- 西田篤史のテレビランド（1996年 - 2000年）
- ひろしまVOICE（1999年 - 2000年）
- げっきんLIVE（2000年 - 2003年）
- Dr.キャンパ（2005年～現在）
- 北斗晶の鬼嫁運動記者倶楽部“勝ちグセ。”（2008年4月4日 - 2009年12月26日）
- デビュー最前戦（2010年）
- HOME Jステーション（2010年 - 2018年3月） リポーター
  - コーナー「大ちゃんのふらりお宝拝見!」（2013年4月2日 - 2014年9月23日）
  - コーナー「大ちゃんの興味しんしん」（2013年4月3日 - 2014年9月24日）
  - コーナー「しあわせベーカリー」（2015年3月30日 - 2017年3月30日） 毎週月曜～金曜
  - コーナー「Jステ調査隊」（2016年3月28日 - 2016年10月17日）毎週月曜
  - コーナー「大ちゃんの これがうまいんジャー!」（2017年4月6日 - 2017年12月21日）毎週木曜
  - コーナー「怒れる食卓 」（2018年1月11日 - 2018年3月）　毎週木曜
- 特別番組『恋すぽカープV7スペシャル 25年ぶりの優勝だから朝までいくぞ!!』（2016年9月10日深夜）
- 夏旅 癒しのSHOW原イチバン（2017年7月15日）
- 特別番組『勝ちグセ。カープV8達成 力舞いて連覇スペシャル』（2017年9月18日深夜）
- あっぱれ!熟年ファイターズ（ - 2017年12月 毎週土曜 リポーター 不定期出演）
- お得いっぱい!くるまで ぐるりん ひろしまね（2018年9月8日）MC
- みみよりライブ 5up!（広島ホームテレビ） 
  - 月-金曜コーナー「大ちゃんのぷちトク中継」リポーター
  - 水曜コーナー「大ちゃん商店」
  - コーナー「クイズ広大王」
  - 金曜コーナー「ポツンと一軒グルメ」

#### テレビ新広島
- 夜型人間（準レギュラー）
- 道楽のココロ（2004年 - 2006年3月） tysテレビ山口でもネットされていた
- Local★STAR ひらめっ娘学園（2006年3月 - 2007年3月）
- アンリちゃんの執事Z（2012年10月12日 - 2013年3月22日）

#### ハイキャット（ケーブルテレビ）
- 大ちゃんの月末夜行性クラブ（2004年7月頃 - 2007年3月30日） 生放送で3年4ヶ月に渡って放送
- 大ちゃんのあの町この街演歌道
- 大ちゃんの週刊Minsai（2008年4月～2012年7月）
- 続・大ちゃんのあの町この街演歌道（演歌歌手・大松とそのマネージャー・檜垣直子〈11月14日生まれ、B型〉が広島県内でロケを行う）
- 大ちゃんの都合により…。（2012年10月 - 2014年9月） 広島ローカルタレント・土手香那子と広島県内でロケを行う

### ラジオ

#### RCCラジオ
- 土曜はドドーンと満員御礼（2003年 - 2007年3月31日）
- 活力増進アワー バリッとシャキッともう一丁!（2003年 - 2004年）
- 週末たべごろラジオ（2001年 - 2003年）
- 中四国8局ネット 中四国ライブネット　まるごと備後!（2017年11月12日）
- 俊雄と裕見子のおもいっきり土曜日（?年 - 2018年3月24日最終回[3]、RCCラジオ） 毎週土曜13：00～16：55
- 松ちゃん・大ちゃんのふくふくサタデー（2018年4月7日[4] - 2021年3月27日、2021年10月30日 - 2024年3月23日、RCCラジオ）毎週土曜13:00～14：55

## インターネット配信番組

### YouTube
- from H 広島発のエンタメチャンネル『大ちゃんの勝手ながら…。』 (2016年4月 - ) 広島ローカルタレント土手香那子と広島県内でロケ
- from H 広島発のエンタメチャンネル『サタケ おむすび番外地!!』 (2016年5月 - 6月） 広島ローカルフリーアナウンサー下程ひかりと広島県内でロケ
- from H 広島発のエンタメチャンネル『マエダハウジング 仰天!! リフォーム探訪記 』 (2016年 - ） 広島ローカルタレント土手香那子と広島県内でロケ

## ローカルテレビCM
- サークルワン…広島市内にあるリサイクルショップ
- サウナニュージャパン…広島市内にあるサウナ
- 漫画喫茶POPAI
- らーめん亭 民都
- 日の出引越しセンター…マンモスくんの声をあてている
- ジュンテンドー
- Office One
- 広島 カプセル&サウナ NEW JAPAN EX
- ライザップ（2016年）
- 日清チキンラーメン（2020年）

## 連載
過去の連載コラム
- しあわせベーカリー（月刊タウン情報誌 ウインク、2015年7月号 - 2017年4月号、全22回）